# Kuweta (fotografia)
Kuweta – płytkie, prostokątne naczynie chemoodporne (najczęściej plastikowe) służące do wypełniania kąpielą fotograficzną lub wodą płucząca, stosowane do ręcznej obróbki materiałów fotograficznych w postaci arkusza (papiery fotograficzne, błony cięte, płyty).
Płaski kształt naczynia ułatwia umieszczanie w roztworach kolejnych zdjęć i łatwą obserwację postępów wywoływania i utrwalania. Często dno kuwet fotograficznych jest prążkowane aby ułatwić dostęp chemikaliów do całej powierzchni zdjęcia z obu stron. Zwykle rozmiary kuwety są dobrane do rozmiarów wywoływanych zdjęć, co zmniejsza zużycie kosztownych roztworów.
Naczynie znalazło zastosowanie do wielu celów m.in.:
- w elektroforezie
- do uzyskiwania folii polimerów poprzez odparowywanie rozpuszczalników z ich roztworów
- W hodowli zwierząt domowych kuwetami nazywa się specjalne naczynia, podobne kształtem do kuwet fotograficznych, które są przeznaczone do załatwiania potrzeb fizjologicznych przez koty i inne małe zwierzęta domowe